# Ken Nelson
Ken Nelson (Liverpool, 6 de Fevereiro de 1959) é um produtor musical inglês.
Após vários anos trabalhando em demos e artistas independentes, ele alcançou o sucesso com a banda Gomez, e sucesso mundial com o primeiro trabalho com o Coldplay. Ele também trabalhou com Badly Drawn Boy, Howling Bells, The Charlatans, Kings of Convenience, The Orange Lights, Ray LaMontagne, Snow Patrol, e Paolo Nutini.
Ele ganhou três prêmios Grammy, dois Mercury Music Prizes, e fez marta da revista "Music Week" na lista 'Produtores do Ano' em 2003.
A cantora e compositora canadense Alana Levandoski começou a gravar seu segundo álbum com o produtor Ken Nelson em Kelwood, Manitoba, Canadá –em uma igreja local em fevereiro de 2008. As sessões finais para seu álbum foi gravado no Parr Street Studios, Liverpool, Inglaterra em Abril e Maio de 2008.

## Discografia
- 1998: Gomez — Bring It On
- 1999: Gomez — Liquid Skin
- 2000: Badly Drawn Boy — The Hour of Bewilderbeast
- 2000: Coldplay — Parachutes
- 2001: Kings of Convenience — Quiet Is the New Loud
- 2002: Coldplay — A Rush of Blood to the Head
- 2005: Coldplay — X&Y
- 2005: Feeder — Pushing the Senses
- 2006: Howling Bells — Howling Bells
- 2006: Paolo Nutini — These Streets
- 2011: The Gift — Explode